# Svante Eriksson Stalarm
Svante Eriksson Stålarm (1555–1583) war ein schwedischer Staatsmann.
Er diente in der Leibwache Königs Erik XIV., war später Statthalter auf dem Stockholmer Schloss und von 1580 bis 1581 in gleicher Stellung in Reval. 1582 wurde er Statthalter von Viborg und war 1583 Statthalter von Caporie in Ingermanland.